# Sedación

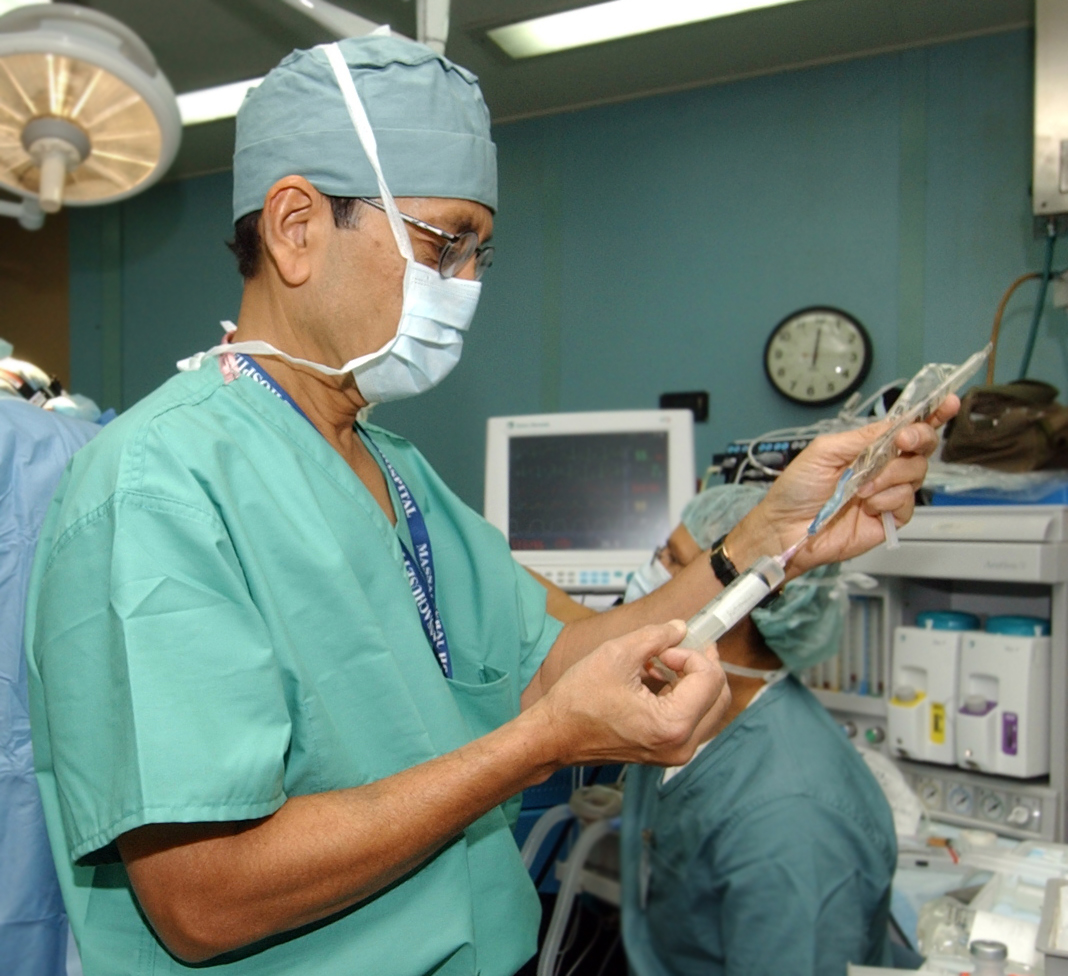
Anestesista

La sedación es la reducción de la irritabilidad o agitación mediante la administración de medicamentos sedantes, generalmente para facilitar un procedimiento médico o diagnóstico. Los ejemplos de medicamentos que pueden usarse para la sedación incluyen isoflurano, éter dietílico, propofol, etomidato, ketamina, pentobarbital, lorazepam y midazolam.

## Usos médicos
La sedación se usa típicamente en procedimientos quirúrgicos menores, como endoscopia, vasectomía u odontología, y para cirugía reconstructiva, algunas cirugías estéticas, extracción de muelas del juicio o para pacientes con mucha ansiedad. Los métodos de sedación en odontología incluyen sedación por inhalación (usando óxido nitroso), sedación oral y sedación intravenosa (IV). La sedación por inhalación también se denomina a veces analgesia relativa. 
De igual forma, la sedación es ampliamente utilizada en la unidad de cuidados intensivos, en especial para los pacientes que se encuentran con ventilación mecánica invasiva. Ya que de este modo toleran permanecer con un tubo endotraqueal y estar tranquilos ante un ambiente hostil. También se puede emplear durante un EEG cerebral a largo plazo para ayudar al paciente a relajarse.

## Riesgos
Hay estudios que afirman que la sedación representa del 40 al 50 por ciento de las complicaciones relacionadas con el procedimiento, es por eso que este proceso ha atraído la atención. La obstrucción de las vías respiratorias, la apnea y la hipotensión no son infrecuentes durante la sedación y requieren la presencia de profesionales de la salud que estén capacitados adecuadamente para detectar y manejar estos problemas. Además de la supresión de la respiración, los riesgos también incluyen niveles no deseados de sedación, somnolencia postoperatoria, aspiración y reacciones adversas a los medicamentos de sedación. Las complicaciones también podrían incluir perforación, sangrado y la estimulación de los reflejos vasovagales. Para evitar riesgos de sedación, los proveedores de atención médica realizan una evaluación exhaustiva de la sedación previa y este proceso incluye el historial previo a la sedación y los exámenes físicos con énfasis en las características determinantes que indican riesgos potenciales para el paciente y posibles dificultades en el manejo de las vías respiratorias. Este proceso también puede revelar si el período de sedación necesita ser prolongado o si se requieren procedimientos terapéuticos adicionales.

## Niveles de sedación
Las escalas de sedación se emplean en situaciones médicas junto con un historial médico para evaluar el grado de sedación aplicable en los pacientes con el fin de evitar la sub-sedación (el paciente corre el riesgo de experimentar dolor o angustia) y la sobre-sedación (el paciente corre el riesgo de efectos secundarios como supresión de la respiración, que puede conducir a la muerte). 
Los ejemplos de escalas de sedación incluyen MSAT (Herramienta de evaluación de sedación de Minnesota), UMSS (Escala de sedación de la Universidad de Míchigan), la Escala de Ramsay y la RASS (Escala de sedación y agitación de Richmond). 
La Sociedad Americana de Anestesiólogos define el continuo de sedación de la siguiente manera:
- Sedación mínima: respuesta normal a estímulos verbales.
- Sedación moderada: respuesta intencional a la estimulación verbal/táctil. (Esto generalmente se conoce como "sedación consciente")
- Sedación profunda: respuesta intencionada a la estimulación repetida o dolorosa.
- Anestesia general: no responde incluso con estímulo doloroso.

En el Reino Unido, la sedación profunda se considera parte del espectro de la anestesia general, a diferencia de la sedación consciente.

## Proceso de evaluación del paciente
Antes de utilizar cualquier método de sedación oral en un paciente, se debe realizar un examen para identificar posibles problemas de salud. Previo al uso de la sedación, los médicos intentan identificar cualquiera de los siguientes elementos que pueden aplicarse: alergias y sensibilidades conocidas a los medicamentos, hipertensión, defectos cardíacos, enfermedad renal, otros alérgenos, como alergia al látex, antecedentes de accidente cerebrovascular o ataque isquémico transitorio (AIT) (ciertos métodos de sedación oral pueden desencadenar un AIT), trastornos neuromusculares (como la distrofia muscular) o una lista actual de medicamentos y suplementos herbales tomados por el paciente. Un paciente con cualquiera de estas condiciones debe ser evaluado por procedimientos especiales para minimizar el riesgo de lesiones del paciente debido al método de sedación. 
Además de las precauciones mencionadas anteriormente, se debe entrevistar a los pacientes para determinar si tienen alguna otra afección que pueda provocar complicaciones durante el tratamiento. Se debe tener en cuenta cualquier lesión en la cabeza, el cuello o la médula espinal, así como cualquier diagnóstico de osteoporosis .

## Sedación intravenosa
La técnica de sedación consciente estándar más común para adultos es la sedación intravenosa con midazolam. Esto requiere que se coloque una aguja en una vena para administrar el medicamento, esto se conoce como una cánula IV. 
Indicaciones:
- Reduce la ansiedad dental y la fobia
- Procedimientos dentales traumáticos o prolongados
- Pacientes con reflejo nauseoso
- Condiciones médicas potencialmente agravadas por el estrés del tratamiento dental
- Cuidados especiales (discapacidad intelectual o física leve)
- Algunos trastornos relacionados con su espasticidad debido a sus propiedades relajantes musculares

Contraindicaciones:
- Paciente no cooperativo
- Individuos psicológicamente inmaduros
- Pacientes incapaces de proporcionar una escolta adecuada
- Cirugía oral difícil o procedimiento quirúrgico prolongado
- Enfermedades musculares o enfermedades que causan desgaste muscular
- ASA III o superior
- Alergia o hipersensibilidad a las benzodiacepinas
- Embarazo y lactancia
- Historia de trastornos psiquiátricos
- Disfunción renal o hepática
- Insuficiencia pulmonar aguda
- Condiciones respiratorias preexistentes, ya que los pacientes son susceptibles a la depresión respiratoria
- Adicción al alcohol o drogas
- Falta de venas superficiales visibles
- Desórdenes psiquiátricos
- Medicamentos depresores del SNC que pueden alterar la reacción a la sedación[11][12]